# HOGA1
HOGA1 (англ. 4-hydroxy-2-oxoglutarate aldolase 1) – білок, який кодується однойменним геном, розташованим у людей на 10-й хромосомі. Довжина поліпептидного ланцюга білка становить 327 амінокислот, а молекулярна маса — 35 249.
| 10         |  | 20         |  | 30         |  | 40         |  | 50         |
| ---------- |  | ---------- |  | ---------- |  | ---------- |  | ---------- |
| MLGPQVWSSV |  | RQGLSRSLSR |  | NVGVWASGEG |  | KKVDIAGIYP |  | PVTTPFTATA |
| EVDYGKLEEN |  | LHKLGTFPFR |  | GFVVQGSNGE |  | FPFLTSSERL |  | EVVSRVRQAM |
| PKNRLLLAGS |  | GCESTQATVE |  | MTVSMAQVGA |  | DAAMVVTPCY |  | YRGRMSSAAL |
| IHHYTKVADL |  | SPIPVVLYSV |  | PANTGLDLPV |  | DAVVTLSQHP |  | NIVGMKDSGG |
| DVTRIGLIVH |  | KTRKQDFQVL |  | AGSAGFLMAS |  | YALGAVGGVC |  | ALANVLGAQV |
| CQLERLCCTG |  | QWEDAQKLQH |  | RLIEPNAAVT |  | RRFGIPGLKK |  | IMDWFGYYGG |
| PCRAPLQELS |  | PAEEEALRMD |  | FTSNGWL    |  |            |  |            |

A: Аланін

C: Цистеїн

D: Аспарагінова кислота

E: Глутамінова кислота

F: Фенілаланін

G: Гліцин

H: Гістидин

I: Ізолейцин

K: Лізин

L: Лейцин

M: Метіонін

N: Аспарагін

P: Пролін

Q: Глутамін

R: Аргінін

S: Серин

T: Треонін

V: Валін

W: Триптофан

Кодований геном білок за функцією належить до ліаз. 
Задіяний у такому біологічному процесі, як альтернативний сплайсинг. 
Білок має сайт для зв'язування з Шиффовими основами. 
Локалізований у мітохондрії.